# Жареные пауки

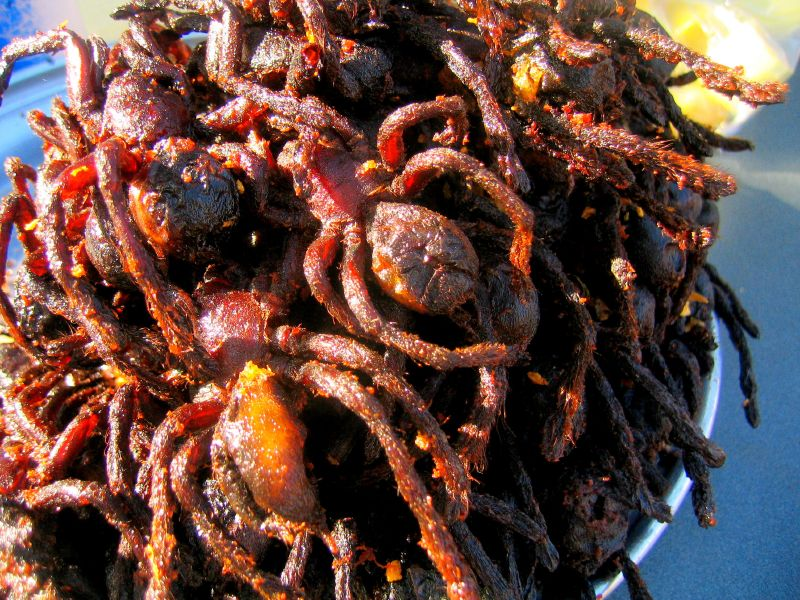
Жареные пауки

Жареные пауки (кхмер. រពីងបំពង) — деликатесное блюдо в Камбодже.
В камбоджийском городе Скуон (провинция Кампонгтям) торговля жареными пауками в качестве специальной закуски является популярной достопримечательностью для туристов, посещающих этот город. Пауки также доступны в других местах в Камбодже — например, в Пномпене, — но скуонский городской рынок в 75 километрах от столицы является центром их популярности. Пауков разводят в земляных ямах в деревнях к северу от Скуона или добывают в ближайших лесах, после чего обжаривают в масле, преимущественного в пальмовом. Пока не ясно, когда и как появилась эта практика, но некоторые полагают, что население, возможно, начало есть пауков вследствие отчаяния от голода в годы правления режима «красных кхмеров» в 1975–1978 годах, когда еда была в дефиците .
Пауки являются одним из видов тарантула, называются по-кхмерски «а-пинг» и размером с человеческую ладонь. Каждая закуска из паука стоила около 300 риелей в 2002 году (около 0,08 доллара США). Популярность этого блюда — недавнее явление, возникшее приблизительно в конце 1990-х годов. В то время как некоторые считают такую еду деликатесом, другие рекомендуют не есть жареных пауков по санитарно-гигиеническим причинам.